# Solo franco

Tipos de solo por composição de argila, silte e areia, conforme usado na classificação do Departamento de Agricultura dos Estados Unidos («loam» corresponde a «solo franco»).

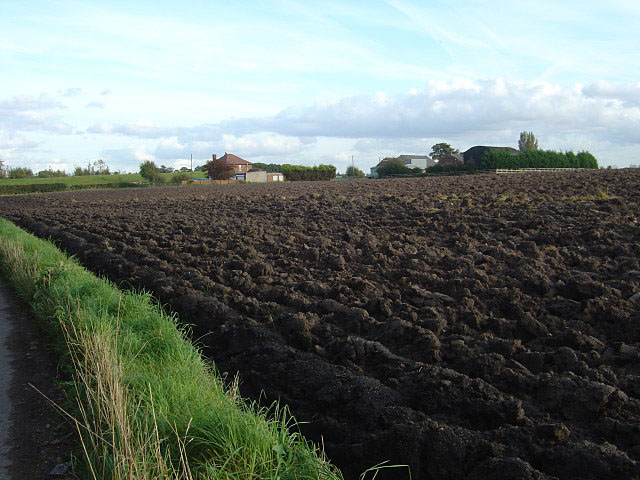
Campo com solo franco fino e rico em argila, ideal para o cultivo de hortaliças (Reino Unido).

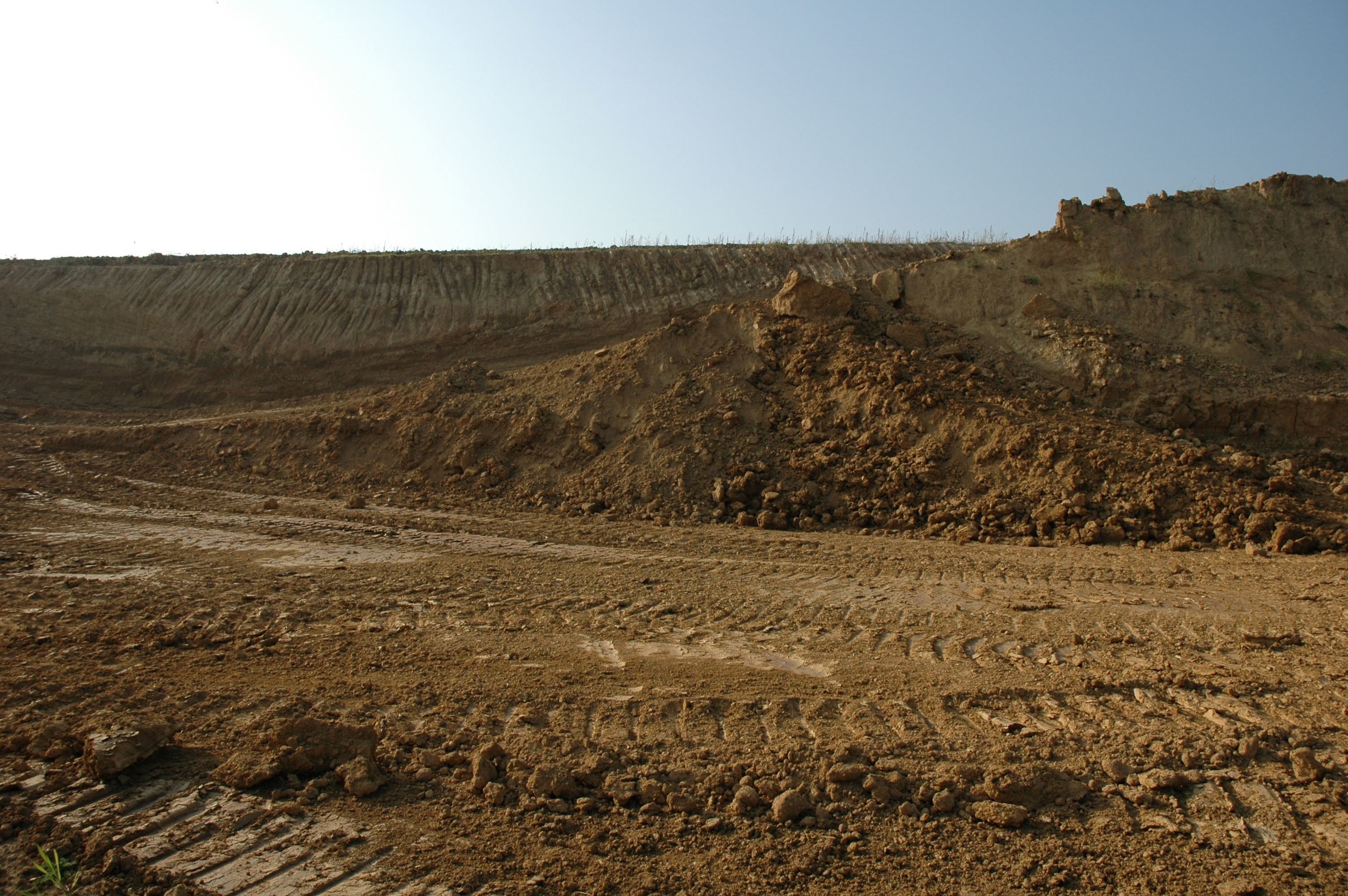
Um solo franco.

Solo franco (por vezes loma) é a designação dada nas ciências agrárias e em pedologia aos solos cuja textura e composição se aproxima do solo ideal para efeitos de cultivo. Nestes solos, ainda que possam existir variações, as frações de areia e silte são similares e em torno dos 40% em peso, cada, com a fração de argilas a completar o peso, com cerca de 15-20% do total.

## Descrição
As partes superficiais do terreno cuja composição quantitativa está em proporções óptimas para uso agrícola, ou muito próximas delas, são usualmente chamadas solos francos. É um tipo de solo de alta produtividade agrícola, em virtude de ter: uma textura relativamente solta, facilitada pela areia; elevada fertilidade, fornecido pelo elevado teor em silte; e uma retenção de humidade adequada, favorecida pelas argilas.
Embora a composição dos solos francos possa variar ligeiramente, as seguintes proporções percentuais, em peso, podem ser consideradas indicativas: areia – 45 %; silte – 40 %; e argila – 15 %.
A principal qualidade deste tipo de solo é que não é muito argiloso, nem muito arenoso. Contudo, no próprio solo franco podem ocorrer variações, dependendo do componente com maiores proporções. Se ocorrer o seguinte: (1) o teor de areia é um pouco mais do que ótimo, é denominado «solo franco-arenoso»; (2) há algum excesso argila, dando origem a um «solo franco-argiloso». Aos solos francos ricos em calcário em que a proposrção de argila é elevada, dá-se frequentemente a designação de margas, podendo ser «margas arenosas» ou «margas argilosas» consoante a fração predominante.

### Composição
Do ponto de vista pedológico, os solos francos são composto principalmente de areia (tamanho da partícula > 63 µm), silte (tamanho da partícula > 2 µm) e uma menor quantidade de argilas (tamanho da partícula < 2 µm). Em peso, a composição mineral destes solos é de cerca de 40–40–20% de concentração de areia–silte-argila, respectivamente. Essas proporções podem variar até certo ponto e resultar em diferentes tipos de solos argilosos: franco-arenosos, franco-argilosos, franco-argilo-arenosos, franco-argilosos e siltosos.
No triângulo de classificação textural proposto pelo Departamento de Agricultura dos Estados Unidos, o único solo que não é predominantemente areia, silte ou argila é designado por «solo franco». Os solos argilosos geralmente contêm mais nutrientes, humidade e húmus do que os solos arenosos, têm melhor drenagem e capacidade de infiltração de água e ar do que os solos ricos em silte e argila e são mais fáceis de cultivar do que os argilosos. De facto, a definição primária de «solo franco» na maioria dos dicionários é solos contendo húmus (conteúdo orgânico) sem menção ao tamanho ou textura das partículas, e essa definição é usada por muitos horticultores. Os diferentes tipos de solos argilosos têm características ligeiramente diferentes, com alguns drenando líquidos com mais eficiência do que outros. A textura do solo, especialmente a sua capacidade de reter nutrientes e água, são cruciais. Os solos francos são adequados para o cultivo da maioria das variedades de plantas.

## Uso em construções
Terras retiradas de solos francos, especialmente as margas ricas em calcário, podem ser usadas para a construção de edifícios, incluindo casas, especialmente quando os materiais são utilizados com as técnicas de enxaimel, comum no centro e norte da Europa. Nessas construções é comum construir uma camada de argila no interior das paredes, o que pode ajudar a controlar a humidade do ar. A marga, combinada com a palha, pode ser usada como material de construção para paredes, sendo uma das tecnologias mais antigas para a construção de casas. Existem dois métodos amplos: o uso de taipa e a produção de tijolos crus (adobe).

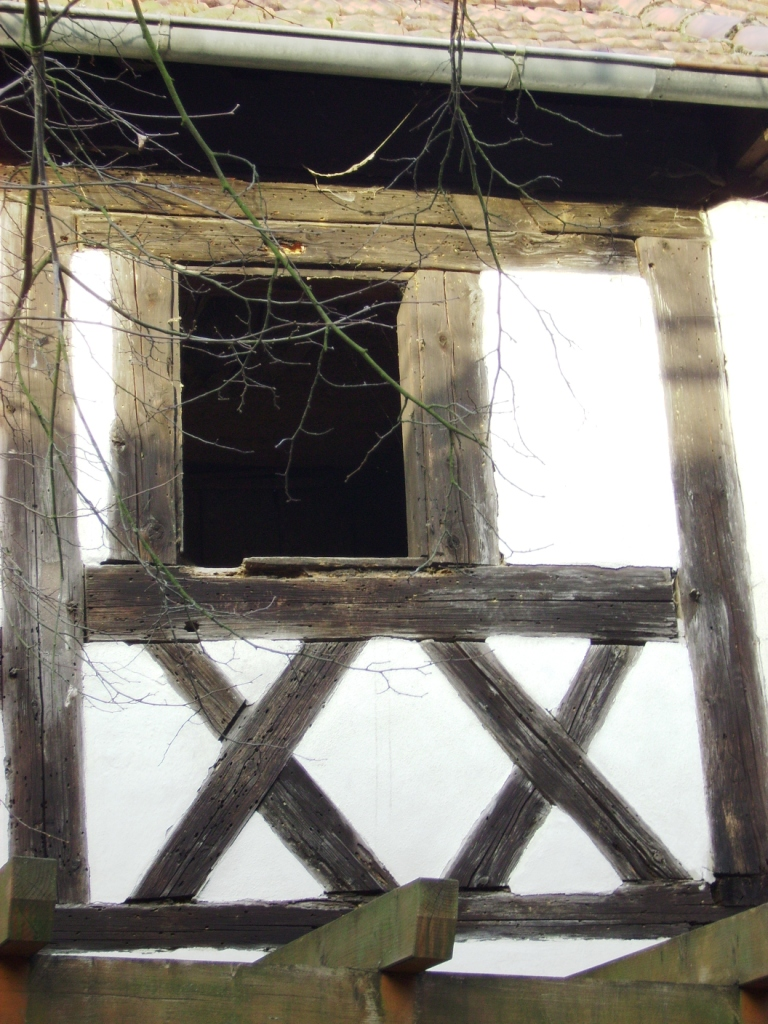
Casa em exaimel (Michelau in Oberfranken, Alemnha, 2007).
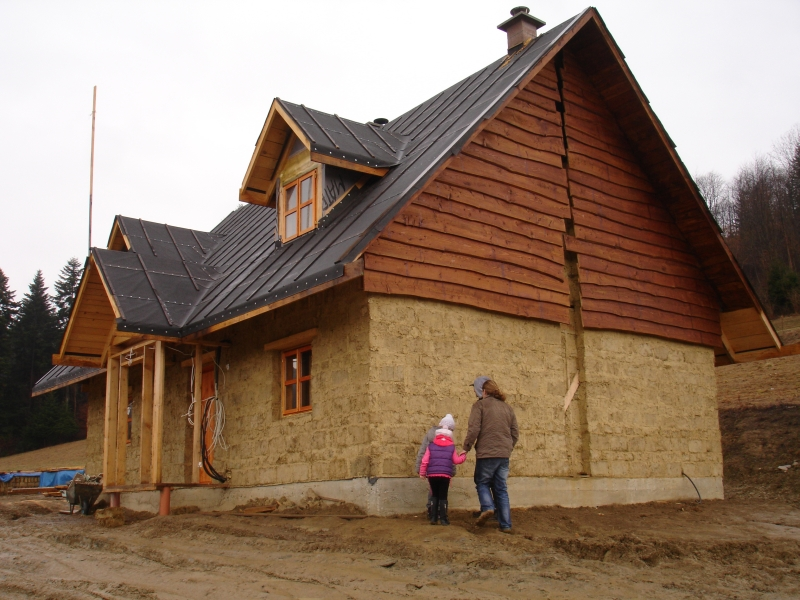
Casa com paredes de barro (Baligród, Polónia, 2012).
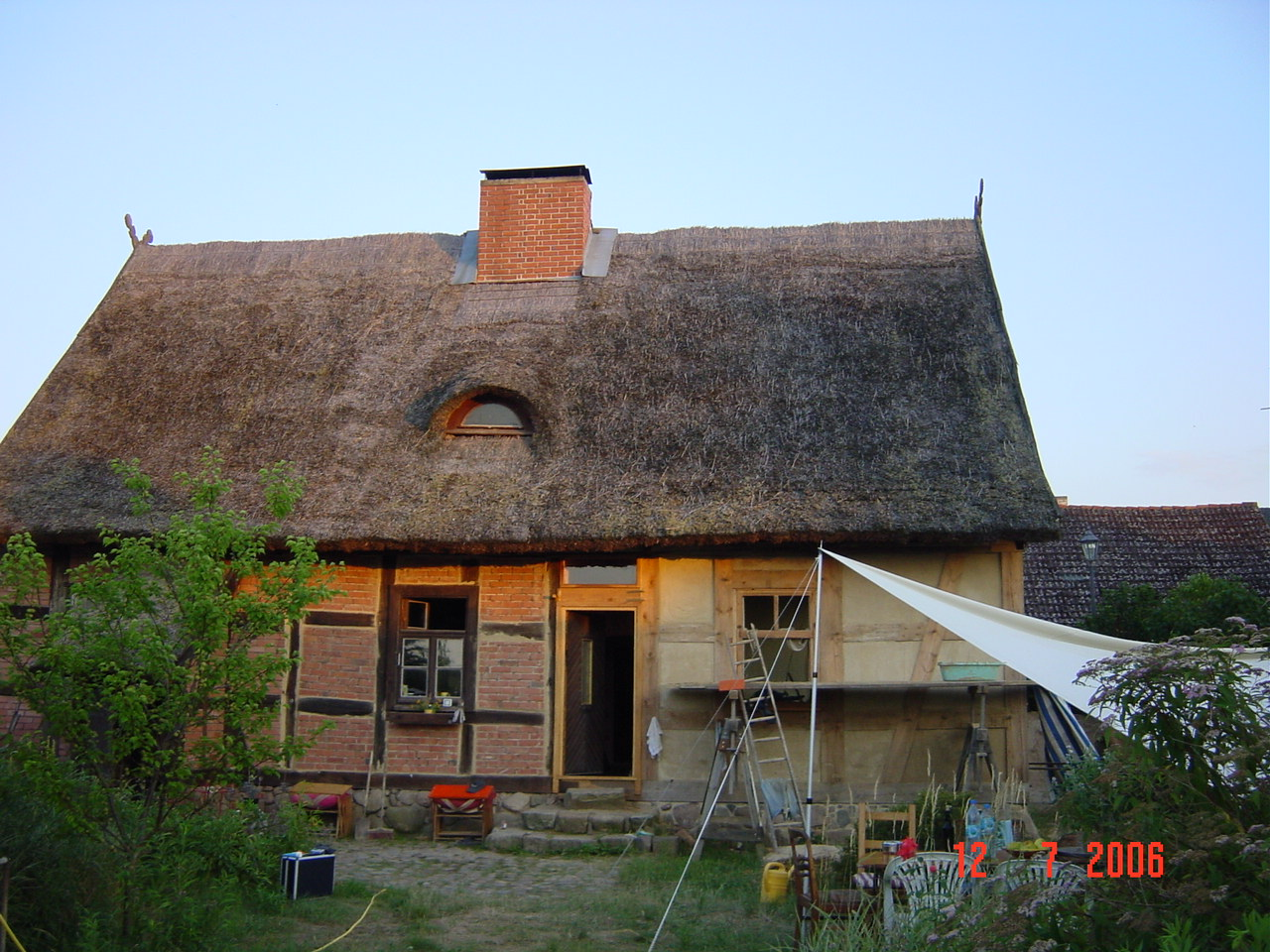
Casa emenxaimel datada de  1707, em restauro (Biesenthal, Alemanha, 2006).
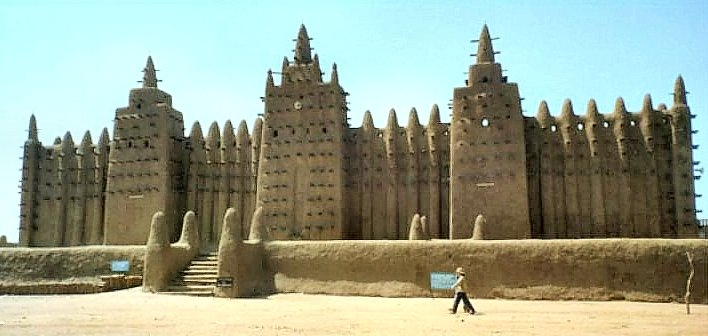
A Grande Mesquita de Djenné (Mali, 2004).